# Tiberius Sempronius Longus (Konsul 194 v. Chr.)
Tiberius Sempronius Longus († 174 v. Chr.) war ein Politiker der römischen Republik und Konsul im Jahr 194 v. Chr.
Der Sohn des gleichnamigen Konsuls des Jahres 218 v. Chr. bekleidete schon in jungen Jahren ab 210 v. Chr. die sakralen Ämter eines Auguren und eines Decemvir sacris faciundis. Er war Volkstribun im Jahr 200 v. Chr. und kurulischer Ädil 198 v. Chr. Von 197 bis 194 v. Chr. war Sempronius einer der Tresviri zur Gründung von Kolonien in Kampanien und Lukanien. 196 und 195 v. Chr. war er als Prätor beziehungsweise Proprätor Statthalter in der Provinz Sardinien. Während seines Konsulats 194 v. Chr. betonte Sempronius den Standesvorrang der Senatoren durch Zuweisung von herausgehobenen Sitzplätzen bei den Spielen. Im Norden Italiens soll er eine Schlacht gegen die Boier geschlagen haben und kämpfte laut Titus Livius auch noch im folgenden Jahr als Legat oder mit eigenem imperium weiter. Vermutlich als Legat nahm er auch 191 v. Chr. am Kampf gegen Antiochos III. teil. Sempronius bewarb sich 184 v. Chr. um die Zensur, unterlag aber dem älteren Cato. Zehn Jahre später starb er an einer Seuche.